# Зыряновка (приток Имшегала)
Зыряновка — река в России, протекает по Тарскому району Омской области. Устье реки находится в 23 км по правому берегу реки Имшегал. Длина реки составляет 13 км.

## Данные водного реестра
По данным государственного водного реестра России относится к Иртышскому бассейновому округу, водохозяйственный участок реки — Иртыш от впадения реки Омь до впадения реки Ишим, без реки Оша, речной подбассейн реки — бассейны притоков Иртыша до впадения Ишима. Речной бассейн реки — Иртыш.
Код объекта в государственном водном реестре — 14010100312115300006997.

## Карта
- Лист карты O-43-XXI. Масштаб: 1 : 200 000. Состояние местности на 1982 год. Издание 1988 г.